# Nick Lazzarini
Nick Lazzarini (født i 1984) er en amerikansk jazzdanser som endte som vinder af So You Think You Can Dance 2005.